# パンチとジュディ (推理小説)
『パンチとジュディ』（ぱんちとじゅでぃ、原題： The Magic Lantern Murders ）は、アメリカの推理作家カーター・ディクスン（ジョン・ディクスン・カーの別名義）による推理小説。発表は1936年。ヘンリー・メリヴェール卿ものの長編第5作目にあたる。
「パンチとジュディ」は、イギリスで人気のある人形劇でマザー・グースにも歌われており、本作では事件全体のドタバタぶりがこの人形劇に例えられている。

## あらすじ
婚約者イヴリン・チェインとの結婚式を翌日に控えた元英国情報部員ケンウッド（ケン）・ブレイクは、元上司のヘンリー・メリヴェール卿に突然呼び出され、ドイツの元スパイのホウゲナウアの身辺を探るよう命じられた。ヨーロッパ中の警察が血眼になって追っている国際的ブローカー「Ｌ」の正体を提供すると取引を持ちかけてきたため、真偽のほどを確かめろというのだ。ところがケンが屋敷に侵入しかけたところ、手違いで警察に泥棒で逮捕されてしまう。ケンは何とか逃げ出して屋敷に忍び込んだものの、そこでホウゲナウアの死体を発見する。さらに逃走すると今度はホウゲナウアの友人でドイツ人科学者のケッペルが滞在するブリストルのホテルに向かうよう命ぜられるが、そこでも新たな死体に遭遇してしまう。

## 主な登場人物
ケンウッド・ブレイク（通称ケン）
元英国情報部員。本作の語り手
イヴリン・チェイン
ケンの婚約者。元英国情報部員
チャーターズ大佐
デヴォンの警察部長
ジョゼフ・サーポス
大佐の秘書
ポール・ホウゲナウア
元ドイツ・スパイ
ヘンリー・バワーズ
ホウゲナウアの使用人
アルバート・ケッペル
ドイツ人科学者。ホウゲナウアの友人
ローレンス（ラリー）・アントリム
医師
エリザベス
アントリムの妻
ジョンソン・ストーン
H・Mを探すアメリカ人
L
正体不明の国際的ブローカー
デイヴィス
巡査部長
ヘンリー・メリヴェール卿（通称H・M）
英国陸軍情報部長官。

## 作品の評価
江戸川乱歩は「カー問答」（『別冊宝石』、カア傑作集、1950年）の中で、カーの作品を第1位のグループから最もつまらない第4位のグループまで評価分けし、本作を第4位のグループ6作品の4番目に挙げ、第4位全般の評価として、いずれも怪奇性が充分あるので一応読ませるが、探偵小説としての創意が乏しいと記している。本作については、前に挙げたファース作品（『盲目の理髪師』のこと）に比べて面白味が足りないとのみ評している。

## 他作品との関連
- ケンウッド・ブレイクはH・M卿登場第1作の『プレーグ・コートの殺人』に初登場し、イヴリン・チェインとは前作『一角獣の殺人』で結ばれ[注 3]、本作以後も『ユダの窓』などに登場する。

## 日本語訳
- 『パンチとジュディ』白須清美（訳）、早川書房〈ハヤカワミステリ文庫〉、2004年。ISBN 978-4150704131。